# Подрујница
Подрујница је насељено место у саставу општине Кула Норинска, Дубровачко-неретванска жупанија, Република Хрватска.

## Историја
До територијалне реорганизације у Хрватској налазила се у саставу старе општине Метковић.

## Становништво
На попису становништва 2011. године, Подрујница је имала 135 становника.
| Број становника по пописима | Број становника по пописима | Број становника по пописима | Број становника по пописима | Број становника по пописима | Број становника по пописима | Број становника по пописима | Број становника по пописима | Број становника по пописима | Број становника по пописима | Број становника по пописима | Број становника по пописима | Број становника по пописима | Број становника по пописима | Број становника по пописима | Број становника по пописима |
| --------------------------- | --------------------------- | --------------------------- | --------------------------- | --------------------------- | --------------------------- | --------------------------- | --------------------------- | --------------------------- | --------------------------- | --------------------------- | --------------------------- | --------------------------- | --------------------------- | --------------------------- | --------------------------- |
| 1857                        | 1869                        | 1880                        | 1890                        | 1900                        | 1910                        | 1921                        | 1931                        | 1948                        | 1953                        | 1961                        | 1971                        | 1981                        | 1991                        | 2001                        | 2011                        |
| 0                           | 0                           | 87                          | 142                         | 116                         | 202                         | 410                         | 222                         | 248                         | 267                         | 289                         | 213                         | 169                         | 122                         | 142                         | 135                         |

Напомена: У 1857. и 1869. подаци су садржани у насељу Десне, као и део података у 1880. У 1921. садржи податке за насеље Кула Норинска. У 1880., 1890. и 1910. исказано као део насеља.

### Попис1991.
На попису становништва 1991. године, насељено место Подрујница је имало 122 становника, следећег националног састава:
| Попис 1991.‍  | Попис 1991.‍  | Попис 1991.‍ | Попис 1991.‍ | Попис 1991.‍ |
| ------------ | ------------ | ----------- | ----------- | ----------- |
|              |              |             |             |             |
| Хрвати       | Хрвати       |             | 119         | 97,54%      |
| неопредељени | неопредељени |             | 3           | 2,45%       |
| укупно: 122  |              |             |             |             |